# Maria Jeritza
Maria Jeritza (ur. 6 października 1887 w Brnie, zm. 10 lipca 1982 w Orange w New Jersey) – czeska śpiewaczka operowa, sopran dramatyczny.
Urodzona na Morawach jako Marie Jedličková. Debiutowała jako Elza w Lohengrinie Wagnera na scenie w Ołomuńcu. Od roku 1912 zatrudniona w Wiedniu w Operze Dworskiej, będąc wcześniej także śpiewaczką monachijską.
Zaśpiewała rolę Blanchefleur w operze Kienzla Der Kuhreigen (1911), Ariadnę w Ariadnie na Naxos (Ariadne auf Naxos, 1912, Richard Strauss) Cesarzową w Kobiecie bez cienia (Die Frau ohne Schatten, 1919, Richard Strauss) czy Marie/Mariettę w Zamarłym mieście (Die tote Stadt, Erich Wolfgang Korngold, 1920).
16 listopada 1926 tytułową rolą w Turandot Giacomo Pucciniego zadebiutowała na deskach Metropolitan Opera w Nowym Jorku.
Z powodzeniem wykonywała też takie partie jak Jenufa (Leoš Janáček), Fedora (Umberto Giordano), Violanta (Erich Wolfgang Korngold), Tosca (Giacomo Puccini), Carmen (Georges Bizet) – rolę tę w Nowym Jorku wykonywała w swoich naturalnych blond włosach, bez obowiązującej ciemnej peruki, oraz Thaïs (Jules Massenet).
Karierę zakończyła w roku 1935 będąc mimo występów na wielu najważniejszych scenach świata wierną wiedeńskiej Operze Państwowej.
Maria Jeritza po formalnym zakończeniu kariery w Wiedniu pojawiła się jeszcze na scenie w roku 1950 jako Floria Tosca w arcydziele Pucciniego.